# Neohaplegis
Neohaplegis là một chi ruồi trong họ Chloropidae.